# Анастасиос Каратасос
Анастасиос Каратасос (на гръцки: Αναστάσιος Καρατάσος) е гръцки революционер, герой от Гръцката война за независимост, баща на Димитриос Каратасос.

## Биография
Каратасос е роден в берското село Добра (Довра) в 1764 година. На 18 години става хайдутин (клефт) в района на Олимп. В 1804 година заедно с Василис Ромфеос участва в отбраната на Негуш (Науса) срещу силите на Али паша Янински.
През март 1821 участва заедно с Емануил Папас във вдигането на въстанието в Халкидики, а след разгрома му се оттегля в Негуш и е сред основните организатори на Негушкото въстание от февруари 1822 г. При разгрома на въстанието и падането на Негуш родното му село Добра е унищожено завинаги, един от синовете му – Янис загива заедно със Зафиракис Теодосиу, а жена му и три от децата му попадат в плен. Каратасос с двама от синовете си се изплъзва от османците и продължава участието си във въстанието. В 1823 година унищожава отряд от 2000 еничари на моста Бамба на река Пеней. Заедно с другия негушки ръководител Ангел Гацо се отправя на юг и участва в сраженията при Аграфа, Месолонги, Пета и много други, както и в партизански действия в Тесалия.
Умира в 1830 година в Навпакт, където е погребан с почести. В Бер (Верия) има издигната негова статуя, дело на Димитрос Хадзис.
В Северна Македония Каратасос е смятан за „етнически македонец“ и е наричан Тасе Каратасе или Атанас Караташо.